# Андреас Юганссон (футболіст, 1978)
Андреас Юганссон (швед. Andreas Johansson, нар. 5 липня 1978, Венерсборг) — шведський футболіст, що грав на позиції півзахисника, зокрема за клуби «Юргорден», «Ольборг» та «Оденсе», а також за національну збірну Швеції.

## Клубна кар'єра
У дорослому футболі дебютував 1993 року виступами за команду «Меллерудс», в якій провів три сезони, взявши участь у 38 матчах третього шведського дивізіону. 
1996 року продовжив кар'єру у вищоліговому «Дегерфорсі», поступово ставши його основним гравцем. 1999 року грав за АІК, де, утім, не став гравцем основного складу.
Протягом 2000–2004 років грав за «Юргорден», де вже був важливою складовою тактичних побудов команди і одним із її головних бомбардирів, маючи середню результативність на рівні 0,36 гола за гру першості.
На початку 2005 року перебрався до англійського «Віган Атлетік», де протягом двох з половиною сезонів боровся за місце в основному складі, проте без особливих успіхів. Врешті-решт влітку 2007 клуб і гравець погодилися припинити співпрацю, і Юганссон на правах вільного агента приєднався до данського  «Ольборга». Граючи у складі «Ольборга» знову здебільшого виходив на поле в основному складі команди протягом трьох сезонів. 2008 року виборов із командою титул чемпіона Данії.
Згодом ще три сезони відіграв у Данії за «Оденсе», завершував ігрову кар'єру на батьківщині у складі «Юргордена», захищав його кольори протягом двох сезонів у 2013—2014 роках.

## Виступи за збірну
2002 року дебютував в офіційних матчах у складі національної збірної Швеції.
Загалом протягом кар'єри в національній команді, яка тривала 7 років, провів у її формі 16 матчів.
| Дата       | Місто      | Господарі      | Результат | Гості             | Турнір                | Голи | Примітки |
| ---------- | ---------- | -------------- | --------- | ----------------- | --------------------- | ---- | -------- |
| 7-9-2002   | Рига       | Латвія         | 0 – 0     | Швеція            | Відбір до ЧЄ 2004     | -    | 79'      |
| 20-11-2002 | Теплиці    | Чехія          | 3 – 3     | Швеція            | товариський матч      | -    | 65'      |
| 16-2-2003  | Бангкок    | Катар          | 2 – 3     | Швеція            | Кубок Короля Таїланду | -    | 82'      |
| 18-2-2003  | Бангкок    | Північна Корея | 1 – 1     | Швеція            | Кубок Короля Таїланду | -    | 65'      |
| 20-2-2003  | Бангкок    | Таїланд        | 1 – 4     | Швеція            | Кубок Короля Таїланду | -    |          |
| 7-6-2003   | Серравалле | Сан-Марино     | 0 – 6     | Швеція            | Відбір до ЧЄ 2004     | -    | 73'      |
| 20-8-2003  | Норрчепінг | Швеція         | 1 – 2     | Греція            | товариський матч      | -    | 64'      |
| 6-9-2003   | Гетеборг   | Швеція         | 5 – 0     | Сан-Марино        | Відбір до ЧЄ 2004     | -    | 65'      |
| 11-10-2003 | Стокгольм  | Швеція         | 0 – 1     | Латвія            | Відбір до ЧЄ 2004     | -    | 81'      |
| 18-11-2003 | Каїр       | Єгипет         | 1 – 0     | Швеція            | товариський матч      | -    | 80'      |
| 22-1-2004  | Гонконг    | Швеція         | 0 – 3     | Норвегія          | товариський матч      | -    |          |
| 28-4-2004  | Коїмбра    | Португалія     | 2 – 2     | Швеція            | товариський матч      | -    | 15' 62'  |
| 7-2-2007   | Каїр       | Єгипет         | 2 – 0     | Швеція            | товариський матч      | -    | 71'      |
| 12-9-2007  | Подгориця  | Чорногорія     | 1 – 2     | Швеція            | товариський матч      | -    | 66'      |
| 17-10-2007 | Стокгольм  | Швеція         | 1 – 1     | Північна Ірландія | Відбір до ЧЄ 2008     | -    | 85'      |
| 19-1-2008  | Карсон     | США            | 2 – 0     | Швеція            | товариський матч      | -    | 60' 61'  |
| Усього     |            | Матчів         | 16        |                   | Голів                 | 0    |          |

## Титули і досягнення
- Чемпіон Швеції (2):

«Юргорден»: 2002, 2003
- Володар Кубка Швеції (3):

АІК: 1998-1999
«Юргорден»: 2002, 2004
- Чемпіон Данії (1):

«Ольборг»: 2007-2008